# Saint-Léonard VS
Saint-Léonard je obec ve švýcarském kantonu Valais, v okrese Sierre. Leží na řece Rhôně v převážně frankofonní části kantonu. Žije zde přibližně 2 400 obyvatel.

## Geografie
Obec se nachází na dně údolí Rhôny mezi městy Sierre a Sion, v nadmořské výšce okolo 500 m. Původní vesnice typu haufendorf (nepravidelná, neplánovaná a poměrně těsně sevřená vesnice, vystavěná kolem centrální návsi) se rozkládala na levém břehu říčky Lienne a podél pravé strany údolí řeky Rhôny. Do poloviny 20. století se rozšířila do dna údolí a značný rozvoj zaznamenala po roce 2000, kdy se dále výrazně rozrostla směrem k Rhôně.

## Historie

Letecký pohled (1970)

V Saint-Léonard se nachází několik archeologických nalezišť.
Skalní rytiny v lokalitě Crête-des-Barmes, objevené v roce 1912 Burkhardem Reberem na ploše 110 m² a zkoumané Pierrem Corboudem v roce 1974, ukazují čtyřfázové překrývající se rytiny z období neolitu. V nejstarším období se opakovaně objevuje více či méně schematicky zobrazený odorant. Této fázi jsou také přiřazovány malé misky s jedním nebo dvěma soustřednými kruhy. Do tohoto období náleží vyobrazení meandru a vyobrazení stromu, hada a chodidla.
Saint-Léonard je poprvé zmiňován roku 1218 jako Sanctum Leonardum. Obec byla v minulosti byla známá pod již nepoužívaným německým názvem St. Leonhard.
Ve vrcholném středověku byl Saint-Léonard součástí kastelu Granges. Darováním sionského biskupa Bosona de Granges se Saint-Léonard kolem roku 1240 dostal do biskupské správy. Následně spravovaly biskupské panství vazalské rody de Saint-Léonard, de Saillon a de Chevron-Villette až do roku 1556, kdy je biskup předal v léno obci. Ta jmenovala kastelána, který skládal přísahu věrnosti biskupovi a platil daně až do roku 1798. Svatý Linhart (Leonhard), patron kaple zmiňované v 11. století, která patřila benediktinskému převorství v Ayent, dal obci jméno. Saint-Léonard byl samostatnou farností přibližně od roku 1200. Novogotický farní kostel pochází z roku 1894. V 19. století se dno údolí Saint-Léonard díky opravě Rhôny rozvinulo v úrodnou ovocnářskou, zelinářskou a vinařskou oblast. Saint-Léonard je hospodářsky orientován na Sion a hliníkárnu v Chippis. Na území obce se nachází největší podzemní jezero v Evropě (300 m dlouhé, 20 m široké, 10 m hluboké), které vzniklo erozí sádrovcové lavice a které ročně přiláká více než 100 000 návštěvníků.

## Obyvatelstvo
| Rok            | 1802 | 1850 | 1900 | 1950 | 2000 | 2010 | 2012 | 2014 | 2016 | 2021 |
| Počet obyvatel | 140  | 366  | 678  | 1070 | 1872 | 2117 | 2171 | 2209 | 2263 | 2510 |

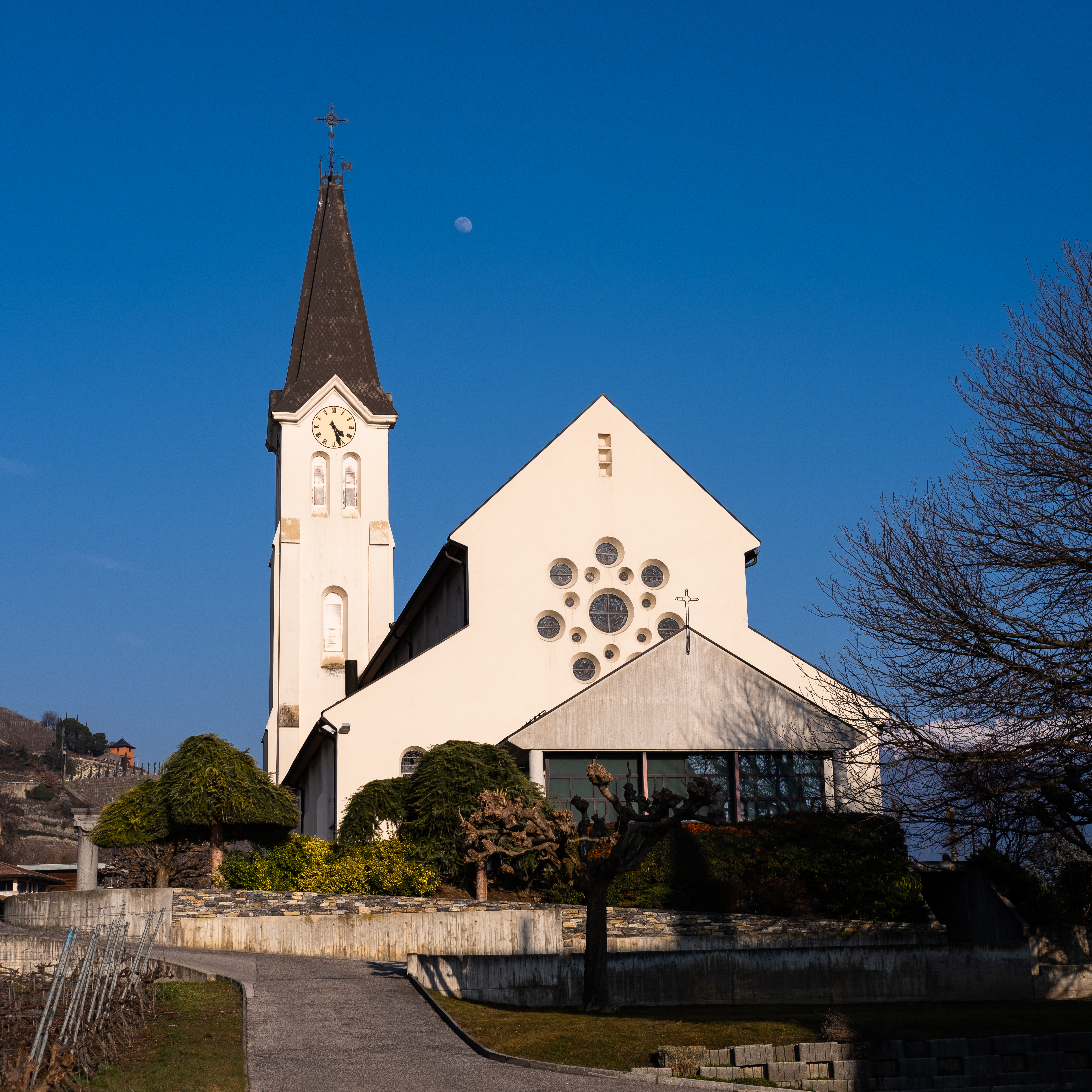
Kostel v obci

V roce 2000 hovořilo 93 % obyvatel obce francouzsky. V roce 2000 se k církvi římskokatolické hlásilo 90,2 % obyvatel, k švýcarské reformované církvi 2,5 % obyvatel.

## Doprava
Saint-Léonard leží na hlavní železniční trati Lausanne – Sion – Brig a obsluhují jej regionální vlaky Švýcarských spolkových drah (SBB).
Po silnici je obec dostupná díky dálnice A9 z Lausanne, otevřené roku 1996.

## Pamětihodnosti
- Největší podzemní jezero Evropě – délka 300 metrů, šířka 20 metrů, hloubka 10 metrů.
- Hrad Sonvillaz – byl přestavěn a obnoven v letech 1562–1565, je ve vlastnictví rodiny Hefti-Rossier.

## Osobnosti
- Henri Schwery (1932–2021), římskokatolický kněz a kardinál

## Galerie

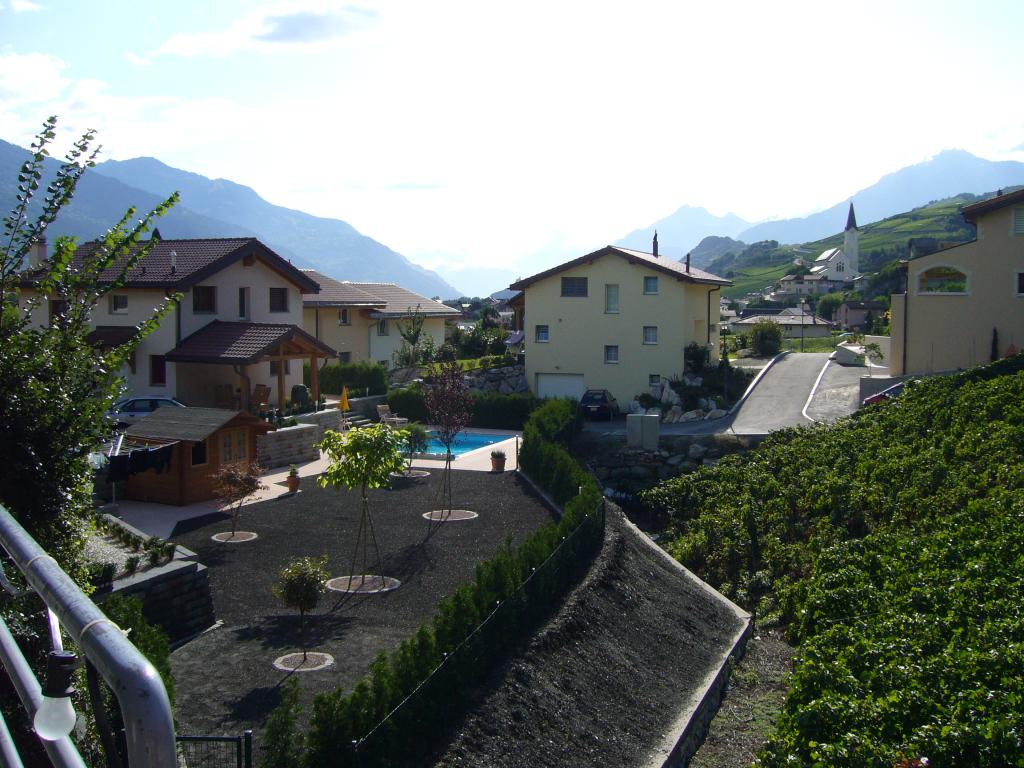
Saint-Léonard
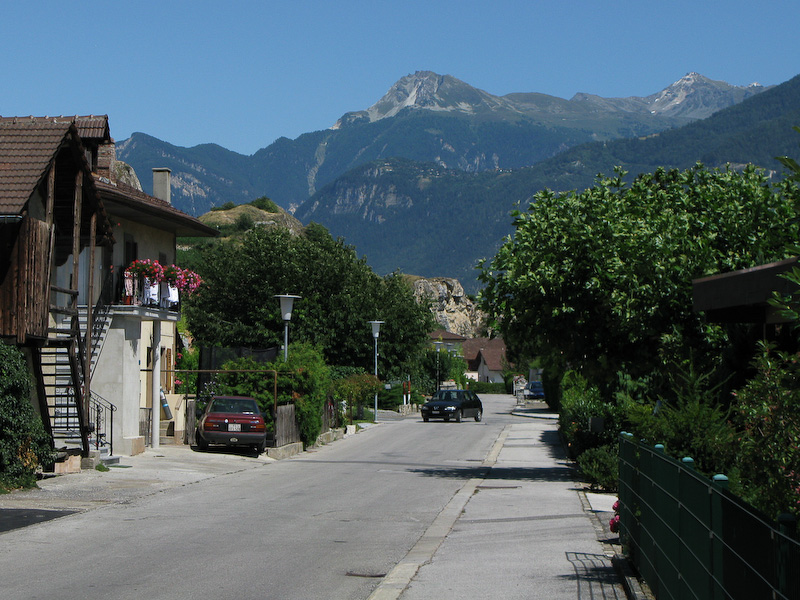
Saint-Léonard
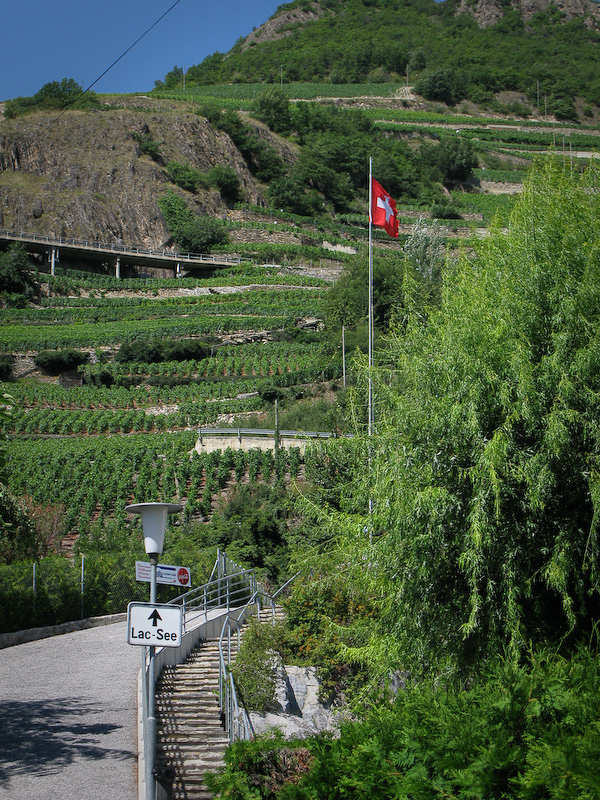
Saint-Léonard
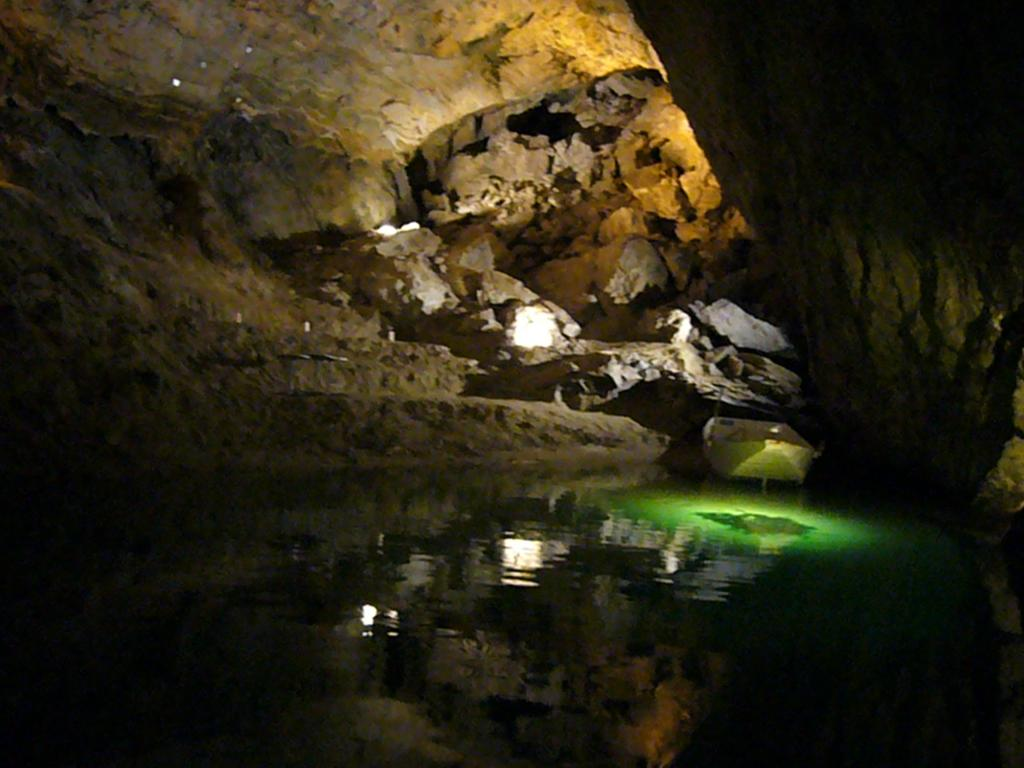
Podzemní jezero
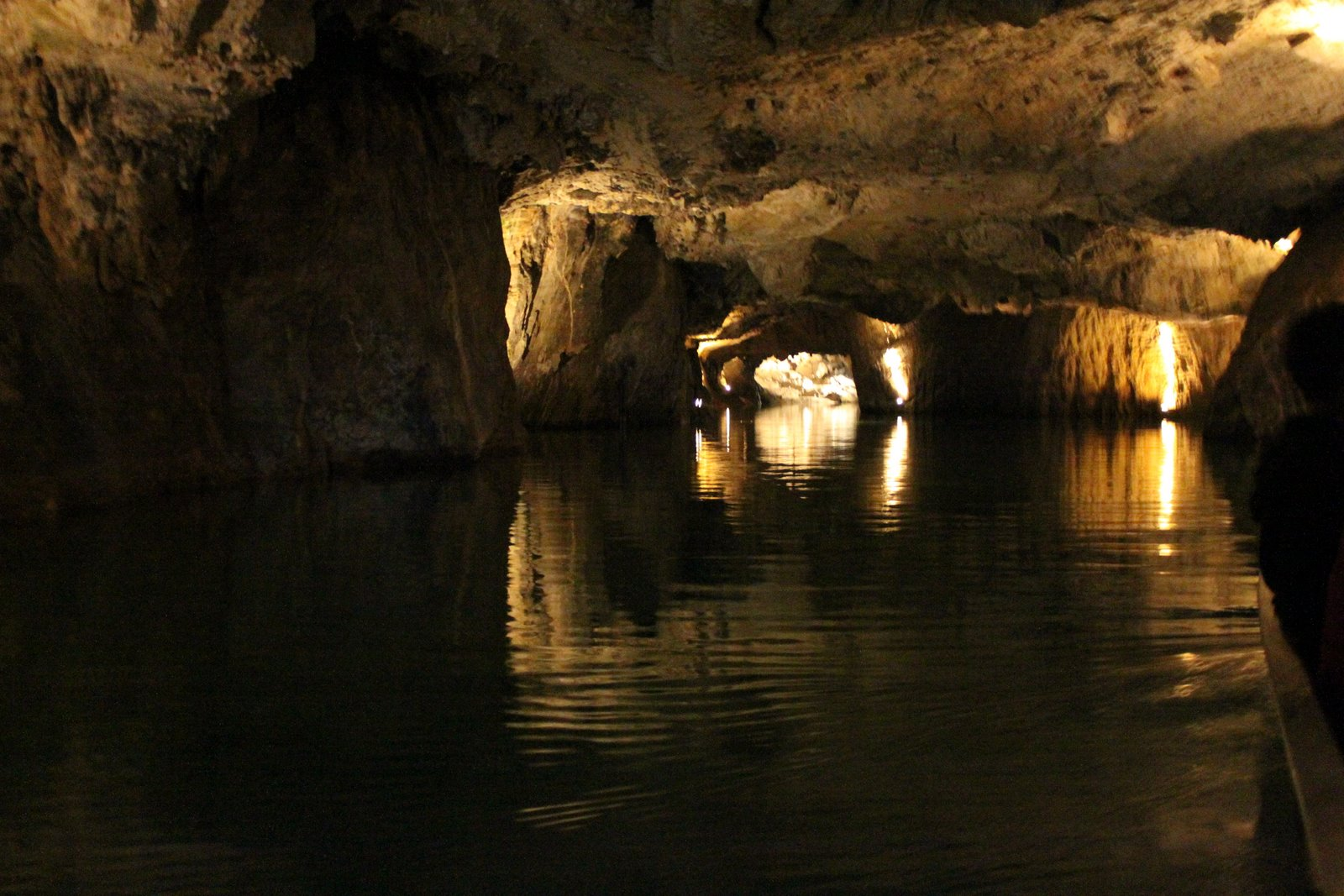
Podzemní jezero
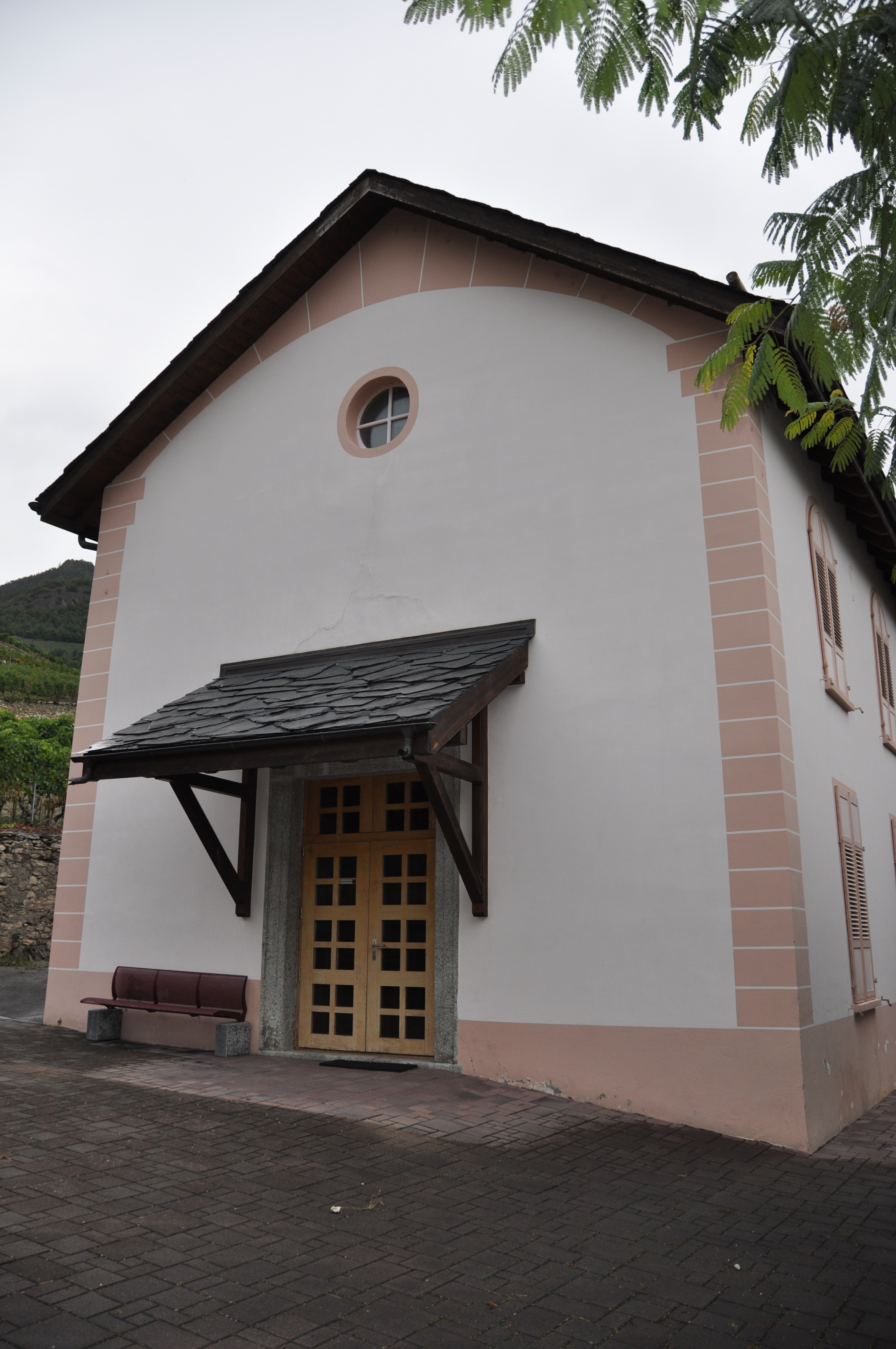
Fara